# Мак Диздар
Мехмедалија Мак Диздар (Столац, 17. октобар 1917 — Сарајево, 14. јул 1971) био је босанскохерцеговачки и југословенски песник, књижевник и новинар.

## Биографија
У Стоцу је завршио основу школу, а у Сарајеву гимназију. За време Другог светског рата радио је као поштански службеник, а затим је прешао у илегалу. После рата био је уредник Танјуга за НР БиХ (1946 — 1948), уредник дневног листа Ослобођење (1948 — 1951), Издавачког предузећа Народна просвета (1951 — 1959) и часописа Живот (1964 — 1971). Био је и председник Удружења књижевника СР БиХ.
Мак Диздар се у својој поезији инспирисао богумилском културом Босне пре турског освајања, културом исламских мистика и традицијом народног језика од 15. века наовамо. Средњовековни стећци су важан мотив у његовим песмама, и за њега представљају метафорични пут између гроба и звезда.
Мак Диздар умро је 14. јула 1971. године од последица срчаног удара. Сахрањен је на сарајевском гробљу Баре, а на његовом гробу стоји споменик у облику стећка.
Лик Мака Диздара је представљен на једној верзији новчаница конвертибилне марке.

## Фондација Мак Диздар
Године 2001. је формирана фондација Мак Диздар. Фондација Мак Диздар сакупља и обједињава научну и уметничку продукцију о животу и стваралаштву песника Мака Диздара, те пружа подршку истраживачима и тумачима његовог дела.
Временом су се активности Фондације прошириле и на промоцију целокупне босанскохерцеговачке културе, заједничке културе земље Босне и државе Босне и Херцеговине.
Успостављена је годишња награда “Слово Маково/Мак Диздар” за најбоље поетско дело на босанском, црногорском, хрватском или српском језику за Град Сарајево.

## Награде и признања
Мак Диздар је добитник више значајних признања и награда, од којих су најважније:
- Награда Удружења књижевника Босне и Херцеговине (1961),
- Шестоаприлска награда града Сарајева (1964),
- Змајева награда Матице српске (1967),
- Двадесетседмојулска награда Социјалистичке Републике Босне и Херцеговине (1967),
- Златни вијенац Струшких вечери поезије (1969).

## Дела
- Видовопољска ноћ, Сарајево 1936;
- Пливачица (поема), Сарајево 1954;
- Повратак, Сарајево 1958;
- Окрутности круга, Сарајево 1961;
- Кољена за Мадону, Сарајево 1963;
- Камени спавач, Сарајево 1966, (проширено издање Сарајево 1971);
- Изабрана дјела, Сарајево 1981